# Parafia św. Jakuba Apostoła w Płocku-Imielnicy
Parafia pw. Świętego Jakuba Apostoła w Płocku-Imielnicy – rzymskokatolicka parafia należąca do dekanatu płockiego wschodniego, diecezji płockiej, metropolii warszawskiej. Parafia powstała w XII wieku. Jej obecnym proboszczem jest ks. kan. mgr Ryszard Paradowski. 

## Historia
Źródło: strona parafii
Historia parafii sięga XII w. W 1413 otrzymała odpusty od papieża Marcina V. W XVI w. została przejęta przez mansjonarzy katedralnych. 
Od 1900, kiedy w pobliskich Borowiczkach (dziś część Płocka) powstała cukrownia, postanowiono zbudować większy i obszerniejszy kościół. W 1927 ówczesny proboszcz, ks. Władysław Skierkowski rozpoczął budowę nowej świątyni według projektu Brunona Zborowskiego. Budowę zakończono w 1935, a aktu konsekracji dokonał bp Leon Wetmański. Podczas okupacji Niemcy aresztowali ks. Skierkowskiego i wywieźli do niemieckiego obozu koncentracyjnego Soldau (KL) w Działdowie, a plebanię wykorzystali jako magazyn. 
Ta część miasta rozwinęła się po wybudowaniu tu cukrowni (1900).

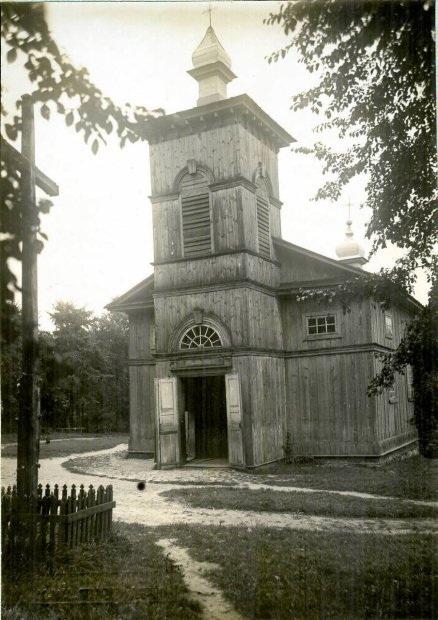
Dawny kościół w Imielnicy 1837-1935

## Miejsca święte

### Kościół parafialny
Kościół parafialny pw. Najświętszego Serca Pana Jezusa wybudowany w latach 1927–1935. Obecny kościół jest bardzo ciekawie wyposażony, ma wspaniałą polichromię autorstwa Władysława Zycha. 

### Dawniej posiadane lub użytkowane przez parafię świątynie
- W 1598 drewniany kościół posiadał dwie kaplice. Ołtarz główny był murowany i miał rzeźbioną nastawę. Świątynia ta istniała do 1835.
- Kolejny drewniany kościół wzniesiono w latach 1836–1837, według projektu Michała Miklaszewskiego, kosztem Jana Weynertha.

## Obszar parafii

### Miejscowości i ulice
W granicach parafii znajdują się miejscowości:
- Borowiczki